# Kees van Ekris
Cornelis Marius Adrianus (Kees) van Ekris (Veenendaal, 1972) is een Nederlands theoloog en predikant. Hij is sinds 1 juli 2025 scriba van de generale synode (landelijke kerkvergadering) van de Protestantse Kerk in Nederland. 

## Levensloop
Van Ekris studeerde bestuurskunde aan de Universiteit Twente en theologie aan de Universiteit van Utrecht. Hierna vertrok hij naar Indonesië waar hij gedurende vijf jaar werkte als zendingspredikant voor de Gereformeerde Zendingsbond. Toen hij weer terugkeerde naar Nederland werd hij predikant in de Pieterskerk in Breukelen en in de wijkgemeente Bethel in Zeist. 
Van Ekris promoveerde in 2018 cum laude op het proefschrift Making See. A Grounded Theory about the prophetic dimension of preaching. Hij is sinds 2018 docent homiletiek aan de Evangelische Theologische Faculteit in Leuven. 
Van Ekris werkt mee aan de sinds 2018 bestaande dagelijkse bijbelpodcast Eerst Dit, grotendeels gemaakt door een redactieteam van vier mensen, twee van de EO en twee namens de IZB. De podcast wordt door wisselende en vaste sprekers verzorgd. Naast Kees van Ekris is dat onder anderen Hans Visser. Op 25 juli 2023 hadden luisteraars de podcasts 25 miljoen keer afgespeeld. Op die datum waren er al ruim 1.300 podcastafleveringen geproduceerd. Van Ekris schrijft daarnaast columns voor het Nederlands Dagblad. In oktober 2023 werd hij benoemd tot Theoloog des vaderlands.
In april 2025 benoemde de synode van de PKN Ekris tot scriba, als opvolger per 1 juli dat jaar van René de Reuver.

## Publicaties
- (2022) Dialoog, dans en duel
- (2022) Moderne profeten
- (2022) Moderne profeten: ware woorden
- (2024) Moderne profeten: herders voor nu
- (2025) De magie van het geloof